# Eufemio Uballes (Buenos Aires)

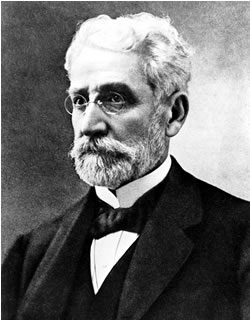
Dr. Eufemio Uballes.

Eufemio Uballes es una localidad rural ubicada en el centro geográfico de la provincia de Buenos Aires, Argentina, en el partido de Tapalqué.

## Ubicación
Se encuentra a 33 km al SO de Tapalqué; y a 41 km de Azul (13 km por camino de ripio y 28 km pavimentados por RP 51 y acceso). Limita al norte con Ariel (20 km por camino de ripio), al sur con teniente coronel Miñana, al este con Azul y al oeste con Crotto.

## Población
Durante el censo nacional del INDEC de 2010 fue considerada como población rural dispersa.

## Topónimo
Lleva el nombre del médico Dr. Eufemio Uballes (1848-1933), impuesto en homenaje al donante de las tierras donde se estableció la estación ferroviaria, el 6 de octubre de 1930, y su primitivo poblado.

## Camino Interserrano
Determinación de sectores y recorridos en el Municipio de Azul. Un plan de Desarrollo del Territorio, que asume el equilibrio poblacional en la consolidación y garantía de calidad de vida de sus poblaciones internas, que afianza las rutas y caminos internos como alternativas vehiculares, en redes conectoras diseñadas y equipadas, debe prever trabajar en la integración proyectual con los municipios linderos. Nadie crece armónicamente en soledad.
Hemos identificado y estudiado, las localidades y parajes, y las rutas provinciales y caminos rurales que van conformando la red territorial.
Verificamos los conectores alternativos a las rutas habituales, que definen el proyecto y que nos van enlazando con los municipios vecinos, en un primer abordaje desde la identificación y registro de atractivos turísticos existentes, y afinidades vecinales. Así surgieron cuatro recorridos claros, y potentes:
- A- Cacharí, por ruta prov. n.º 50 (camino real) Campodónico, Pulpería San Gervasio, Tapalqué, Crotto, haras Vadarquehablar, Cantón de Tapalqué, Estancia Uballes, Ariel, Azul. Camino real.
- B- Chillar, línea de fortines: Otamendi, Miñana y el Perdido, enlazado con la Estancia avanzada de Frontera El Sol Argentino, en el paraje Mariano Roldán en Benito Juárez. Camino de los fortines.
- C- Camino del Inmigrante: Azul a Chillar por Olavarría: Nievas, Colonia Nievas, Sierras Bayas, Sierra Chica. La producción minera. Camino de la piedra.
- D- Camino interserrano: diversidad de sierras enlazando Paraje Pablo Acosta, por ruta 80 Barker y Villa Cacique, incluyendo en el territorio de trabajo, el recorrido ruta 30 a Lobería.

Estas son las primeras cuatro etapas por las que se iniciarán el tratamiento del territorio desde la filosofía del paisaje; como marcos generales, para el plan de ordenamiento territorial del Municipio.

## Lugar de interés turístico

### El Cantón Tapalqué Viejo
Lugar arqueológico donde se encontraba el fuerte más avanzado en la frontera contra el indio que corría desde el Cabo Corrientes hasta Junín en los años 1820/1830.
En noviembre de 1831 el Coronel Gervasio Espinosa, al mando de 27 hombres del 3º de Caballería de Línea, inició la construcción del Cantón Tapalqué según órdenes recibidas del Gobernador de la Provincia de Buenos Aires, Juan Manuel de Rosas, quien personalmente había elegido la ubicación de la Guardia, en el inicio del año 26, situándola a treinta kilómetros al sur del pueblo actual, sobre la margen oriental -derecha- del Arroyo Tapalqué en campos que hoy son propiedad del Patronato de la Infancia al que los donaran los herederos de María Elena Uballes de Recondo.
El cantón Tapalqué fue guarnecido con tropa veterana y de manera temporal con un cuerpo de elite: el Regimiento Escolta Libertad, constituyendo así el baluarte más poderoso de la línea de la frontera que corría desde el Cabo Corrientes (hoy la ciudad de Mar del Plata) hasta Junín y al norte hasta Melincué.
En los años 1836 y 1839 se libraron las 1.ª y 2.ª batallas de Tapalqué entre las fuerzas del cantón, apoyadas por los indios auxiliares de Catriel y Cachul, contra los indios del desierto, con sendos triunfos de los soldados y sus indios aliados.
El 7 de noviembre de 1839 la división de Tapalqué venció a los Libres del Sud en la batalla de Chascomús.
El cantón fue abandonado alrededor de 1855.
En 1839 se erigió en el sitio que ocupara el cantón un monolito recordatorio "a los héroes y pobladores del Tapalqué Viejo".
El lugar fue designado Sitio Histórico en 1945.
Allí se está llevando a cabo el Proyecto de Investigación Arqueológico Tapalqué (PIAT) considerado hoy, como uno de los tres proyectos de su tipo más importante de Latinoamérica. Cuando finalice contemplará la reconstrucción exacta del Fuerte tal como era en los años del Cacique Catriel y Cachul (caciques que ocupaban las tierras de la Pampa frente al fortín).